# Haroldius thailandensis
Haroldius thailandensis là một loài bọ cánh cứng trong họ Bọ hung (Scarabaeidae).